# Ancienne chocolaterie Poulain de Blois
Pour les articles homonymes, voir Villette et Château de la Villette.
L'ancienne chocolaterie Poulain de Blois, autrefois connue sous le nom d'usine de la Villette ou de Poulainville, est un ensemble de bâtiments construits au XIXe siècle pour le compte de l'entreprise Poulain, l'un des plus anciens fabricants de chocolat français. 
Rendus célèbres par l'architecture de l'usine, les édifices encore présents témoignent de l'importance de la ville de Blois dans l'histoire de la chocolaterie Poulain.

## Histoire
En 1848, Auguste Poulain lance sa première chocolaterie à Blois et crée sa propre marque. Il s'installe alors dans l'ancienne maison du prestidigitateur Jean-Eugène Robert-Houdin, située au n° 4 de la rue Porte-Chartraine. En 1851, Poulain achète sa première machine à broyer le chocolat,.
De 1862 à 1872, Auguste Poulain fait construire sa première grande usine sur le site de « la Villette »,. En 1867, il construit un nouveau bâtiment servant à la fabrication du chocolat ainsi qu'à l'hébergement de sa famille. En 1872, il fait construire, au centre du domaine, le château de « la Villette », qui sert de nouveau foyer pour sa famille. En 1879, la demande de chocolats étant de plus en plus forte, Auguste Poulain installe un nouveau bâtiment dans l'usine de « la Villette ».
Ayant repris la direction de l'entreprise, son fils Albert Poulain décide, en 1884, de faire construire une nouvelle usine nommée « Beauséjour », sur le site  de « la Villette ». La nuit du 7 au 8 juillet 1918, un grand incendie ravage intégralement cette usine,. Elle est finalement reconstruite en 1918, juste après l'incendie, à la demande d'Albert Poulain.
En 1991, la production de chocolat déménage au nord de Blois, à Villebarou. L’usine Beauséjour est finalement démolie en 1995. L'Institut national des sciences appliquées de Blois (INSA Centre-Val de Loire) occupe actuellement les locaux réaménagés depuis la Fondation de l'école d'ingénieur du Val de Loire en 1993.
En 1997, une partie des bâtiments de la chocolaterie est inscrite au titre des monuments historiques.

## Architecture
- bâtiment subsistant
- bâtiment détruit
- A : premier atelier (1862-1866)
- B : second atelier (1867-1877)
- C : château de la Villette (1872-1912)
- D : usine Beauséjour (1884-1919)
- E : demeure d’Albert Poulain (1895)
- F : magasins (fin du XIXe siècle)
- G : ateliers sud (1913-1918)
- H : ateliers nord (1919-1920)
- I : écuries, magasins (début du XXe siècle)

L'ancienne chocolaterie au XXIe siècle
bâtiment subsistant
bâtiment détruit

L'usine de Poulain a été pensée et construite comme un ensemble architectural unique et chacun de ses bâtiments y a ses propres spécificités. Le château de « la Villette » est le bâtiment principal de l'ensemble industriel, du fait de son architecture et de sa position. Il a en effet une position dominante par rapport aux autres bâtiments, qu'il permet de surveiller. Les autres bâtiments flanquent l'usine de « la Villette » et, cette dernière, a, en face d'elle une grande allée qui renforce l'idée d'un château avec ses ailes. De plus, grâce à une clôture faite d'un mur bas et d'une grille en ferronnerie, l'usine est close. 
Le second bâtiment est l'usine « Beauséjour ». Ce bâtiment de deux étages, recueillant le cartonnage, l'imprimerie, le broyage et le malaxage, est construit en béton armé. Il utilise aussi le système Hennebique. Ce système consiste à assembler des dalles de béton coulées dans un coffrage de bois, reposant dans des linteaux de fer qui sont eux-mêmes dans des poutres, ce qui permet une meilleure répartition des contraintes. C'est d'ailleurs à cause de ce système que l'incendie de 1918 se répand aussi rapidement. 
Le dernier atelier, situé dans la rue Gambetta, est lui aussi construit en béton. Mais contrairement aux autres bâtiments, le béton n'est visible que de l'intérieur mais non de l'extérieur. Il est aussi caractérisé par ses colonnes à évasement.

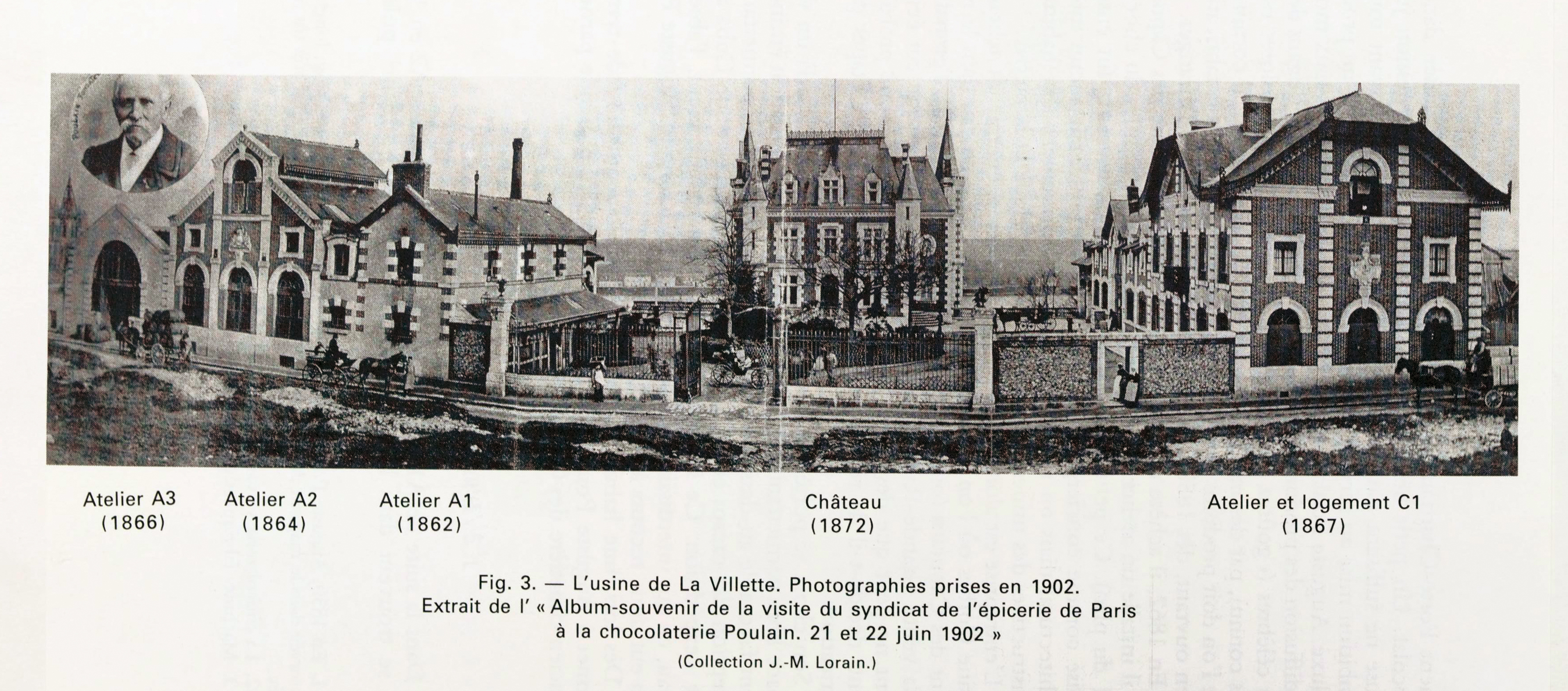
La chocolaterie Poulain en 1902.